# كفرام
كفرام بلدة سورية تتبع ناحية تلدو في منطقة حمص في محافظة حمص. يوجد في كفرام دير التجلي ويعد من أهم الأماكن والمقدسات المسيحية في سوريا. بلغ عدد سكانها في عام 2004 ما يقارب 2115 نسمة بحسب إحصاء المكتب المركزي للإحصاء.